# 녹원C&I
주식회사 녹원C&I는 대한민국의 산업용 잉크를 제조/유통하는 소재 기업이다.

## 논란
2019년 녹원씨엔아이 정모 전 대표가 중국 업체인 강소정현과기유한공사에 투자하는 과정에서 회삿돈 수십억원을 횡령한 혐의로 검찰이 '버닝썬' 연루 의혹과 관련하여 녹원씨엔아이의 전 대표에 대해 구속영장을 청구하였다  정 전 대표는 가수 승리와 유착 의혹이 불거진 윤모 총경과 친분이 두터운 것으로 알려져 있었다
2021년 소액주주들이 경영진이 상장폐지를 방관하고 있다며 경영권 분쟁 소송을 제기했다. 녹원씨엔아이가 코스닥 주권매매 재개를 기대하고 있으며, 지난해 회계처리기준 위반 사유로 주식거래가 정지된 상황에서 개선계획을 이행하고 기업심사위원회의 심의 결과를 기다리고 있다.
코스닥 상장사 디엔에이링크가 녹원씨엔아이와 연관된 비상장사의 회사채에 투자한 바 있다